# Картина (фильм, 1992)
«Картина» — детективная драма 1992 года режиссёра Элэйн Зэлоум.

## Описание сюжета
Оззи Деккер продаёт предметы искусства и по совместительству является вором — он крадёт картины для покупателей. Без особого желания с Оззи начинает работать Фрэнк, так как его брат должен кучу денег бандитам. Идя на своё первое дело Фрэнк работает непосредственно с их давним прихвостнем, Ником. Но фортуна обошла Фрэнка и Ника стороной, и едва избежав смертельной опасности, они повреждают картину. Недовольный неудачей с этой картиной, Оззи даёт парочке другое задание, и чтобы они были более исполнительными, Оззи похищает подружку Фрэнка.

## Актёрский состав
- Гэри Бьюзи — Оззи Деккер
- Джон Рис-Дэвис — Ник
- Витторио Росси — Фрэнк Данте
- Ник Кавайола — Тони Данте
- Кэри Лоуренс — Натали
- Майкл Мак-Джилл — Крис Уильямс
- Джонатан Пэлис — Элфи
- Марк Камачо — Марио
- Александра Иннес — Анна Максвелл
- Эйрон Тэйджер — Джимми
- Марк Бромилов — Брайан
- Тайрон Бенскин — детектив Остин
- Ming Lai Chung — доктор Чин
- Лени Паркер — Симона
- Тедд Диллон — телохранитель Элфи
- Алекс Ивановичи — первый бритоголовый
- Соня Левсковски — бритоголовая женщина
- Энни Джуно — помощник Оззи
- Клэйр Райли — новостной репортёр
- Эри Снайдер — Джерри
- Мелисса Палласкио — Синди
- Ричард Беман — охранник
- Дениз Мартин — стриптизёрша
- Филлип д'Анджело — маленький мальчик